# Edmund Veesenmayer
Edmund Veesenmayer (Bad Kissingen, 12 de noviembre de 1904 - Darmstadt, 24 de diciembre de 1977) fue un político alemán de ideología nazi y miembro de las SS. Es más conocido por el papel que jugó en el Holocausto, durante la Segunda Guerra Mundial. Fue un subordinado de Ernst Kaltenbrunner y Joachim von Ribbentrop, y uno de los principales colaboradores de Adolf Eichmann.